# Rusaka (kommun)
Rusaka är en kommun i Burundi. Den ligger i provinsen Mwaro, i den centrala delen av landet, 30 kilometer öster om Burundis största stad Bujumbura.